# Cis (Italia)
Cis es una localidad y comune italiana de la provincia de Trento, región de Trentino-Alto Adigio, con 306 habitantes.

## Evolución demográfica
| Gráfica de evolución demográfica de Cis entre 1861 y 2001 |
|                                                           |
| Fuente ISTAT - elaboración gráfica de Wikipedia           |